# Economia de Qatar

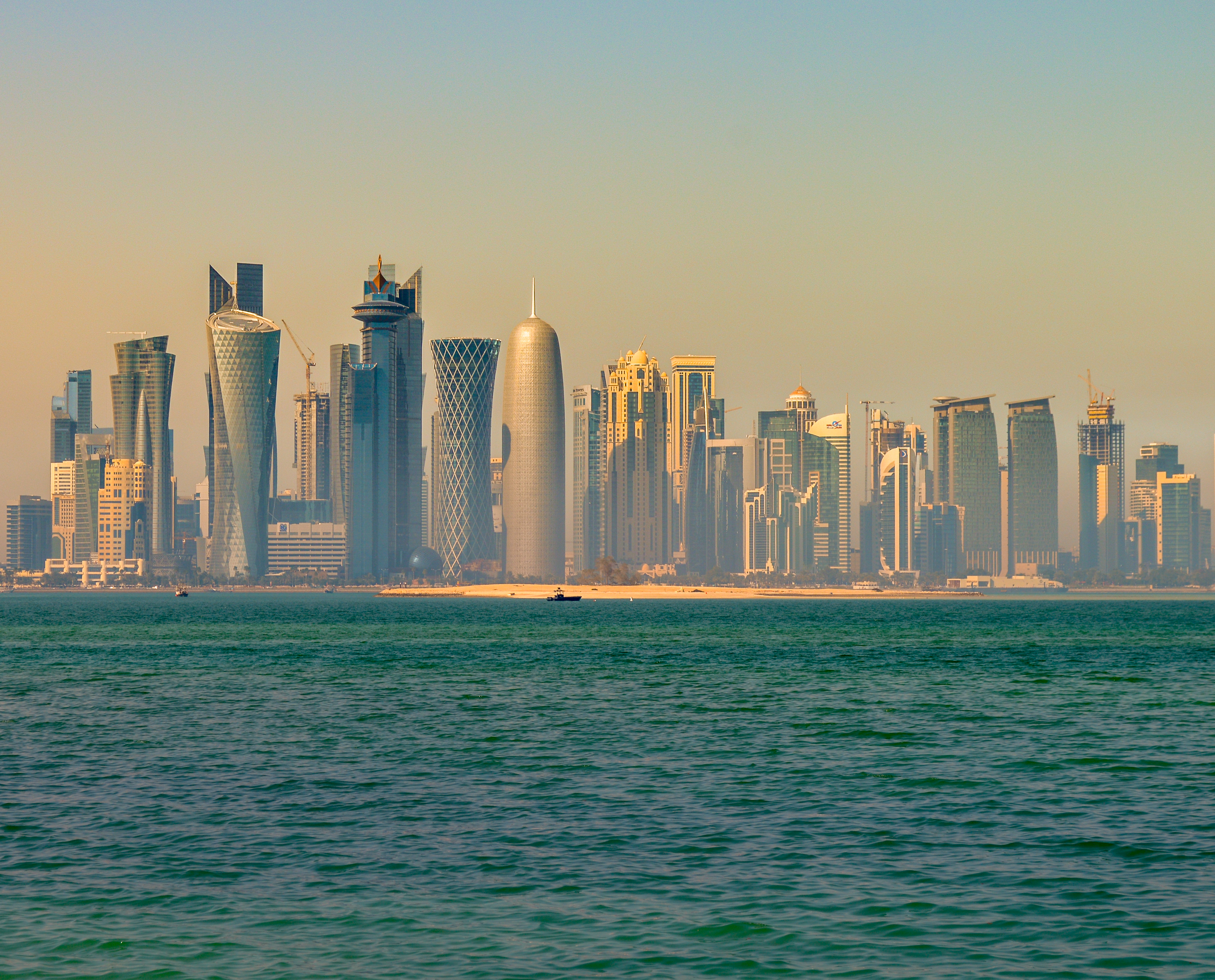
Edificis a Doha.

Abans del descobriment del petroli i del gas natural l'economia de Qatar se centrava en la pesca i la recol·lecció de perles. Això no obstant, el descobriment de reserves de petroli, en els anys 1940, va transformar completament l'economia de la nació. Ara el país té un alt nivell de vida, amb molts serveis socials per als seus ciutadans i totes les comoditats de qualsevol nació moderna. El seu economia va créixer ràpidament per 8 anys consecutius, fins al 2008, a causa dels alts preus internacionals del petroli cru.
Les reserves de petroli del país estan estimades en 15 miliards de barrils (2.4 km³). La riquesa i nivell de vida dels de Qatar són comparables a les de nacions de l'Europa Occidental. No obstant això, el govern està estimulant en els últims anys les inversions en sectors no petroliers.